# NGC 5070
NGC 5070 في الفهرس العام الجديد، هي interacting galaxies، تقع في كوكبة الحوت. اكتشفت في 12 سبتمبر 1784 بواسطة ويليام هيرشل.

## روابط خارجية
- NGC 5070 على موقع ويكي سكاي: DSS2, SDSS, GALEX, IRAS, Hydrogen α, X-Ray, Astrophoto, Sky Map, Articles and images